# Cissus nicaraguensis
Cissus nicaraguensis är en vinväxtart som beskrevs av Lombardi. Cissus nicaraguensis ingår i släktet Cissus och familjen vinväxter. Inga underarter finns listade i Catalogue of Life.